# Рајф
Рајф (њем. Reiff) општина је у њемачкој савезној држави Рајна-Палатинат. Једно је од 235 општинских средишта округа Ајфелкрајс Битбург-Прим. Према процјени из 2010. у општини је живјело 58 становника. Посједује регионалну шифру (AGS) 7232297.

## Географски и демографски подаци
Рајф се налази у савезној држави Рајна-Палатинат у округу Ајфелкрајс Битбург-Прим. Општина се налази на надморској висини од 510 метара. Површина општине износи 5,8 km². У самом мјесту је, према процјени из 2010. године, живјело 58 становника. Просјечна густина становништва износи 10 становника/km².